# Джелти, Аффиф
Аффиф Джелти (фр. Affif Djelti; род. 27 августа 1959 в Оране, Алжир) — алжирский боксёр-профессионал выступавший во второй полулёгкой и лёгкой весовых категориях. Многократный чемпион Франции среди профессионалов, чемпион Европы по версии EBU (2002 — 2003), чемпион мира по версии IBO (2000—2001), двукратный претендент на титул чемпиона мира по версии WBU (1998 и 1999) и претендент на титул интерконтинентального чемпиона по версии IBF (1997).

## Карьера
Первые двадцать четыре поединка Джелти были рейтинговыми, в 16 из них он одержал победа, а в восьми проиграл. 26 апреля 1996 года победил Жан-Мишеля Мулуна (15-14-2) и выиграл титул чемпиона Франции во втором полулёгком весе. Однако, уже в своём следующем поединке проиграл техническим нокаутом Якобину Йоме (35-6-3) и утратил титул. После этого поражения Джелти провёл ещё несколько рейтинговых поединков, в которых одержал победу и вышел на реванш против Йомы. Этот бой состоялся 7 июня 1997 года и завершился победой Джелти по очкам. 
21 июня того же года Аффиф попытался завоевать титул интерконтинентального чемпиона по версии IBF, но проиграл единогласным судейским решением британцу Барри Джонсу. После поражения от Джонса, Джелти провёл несколько поединков, в которых одержал победу, среди них были бои за титул чемпиона Франции, и третий бой против Йомы.
В 1997 и 1998 годах Аффиф дважды пытался завоевать титул чемпиона мира по версии WBU, но оба раза проигрывал единогласным судейским решением. В сентябре 1999 года стал чемпионом Франции в лёгком весе. 26 февраля 2000 года он победил Чарльза Шепарда (18-6) и завоевал титул чемпиона мира во втором полулёгком весе по версии IBO. В 2000—2001 годах провёл три успешных боя-защиты титулов. 
6 июля 2002 года завоевал титлу чемпиона Европы по версии EBU. В 2002 и 2003 годах провёл по одной успешной защите титула, после чего, 4 апреля 2003 года проиграл техническим нокаутом российскому боксёру Борису Синицыну (42-7-1).